# Ярошенко, Людмила Николаевна
Людми́ла Никола́евна Яроше́нко (род. 9 апреля 1955, село Лесное, Бийский район, Алтайский край) — актриса Московской государственной академической филармонии.

## Биография
Окончила Государственный институт театрального искусства — последний курс Ю. А. Завадского (1977).
В 1979 году состоялся дебют в кино: фильм «Аллегро с огнём»; затем снялась в главной роли в кинофильмах «Букет фиалок» (1983), «Твоё мирное небо» (1984). Последняя роль — в фильме «Такая обычная жизнь» (2010). В настоящее время — чтец Московской государственной академической филармонии; в её репертуаре тематические концерты: «Легенды о матерях», «Притча и рассказы о любви и добре», «Скоморошины».
Супруг — журналист Александр Мидлер.
Дети: Наталья, Екатерина, Евгений, Елена.